# Маткевич Андрій Анатолійович
Андрій Анатолійович Маткевич (нар. 11 січня 2005, Кіровоград, Україна) — український футболіст, лівий вінґер київського «Динамо», який виступає в оренді за луганську «Зорю». Бронзовий призер юнацького чемпіонату Європи 2024 у складі збірної України U-19.

## Клубна кар'єра
Народився в Кропивницькому. У ДЮФЛУ з 2018 по 2022 рік виступав за столичні «Діназ» та «Динамо». Починаючи з сезону 2022/23 виступав за юнацьку (U-19) команду «Динамо». Вперше до заявки головної команди киян потрапив 12 березня 2024 року в переможному (2:0) домашньому поєдинку 21-го туру Прем'єр-ліги України проти луганської «Зорі», але просидів на лаві запасних усі 90 хвилин.
У січні 2025 року стало відомо, що Андрій Маткевич відправиться в оренду до «Зорі», а 5 березня 2025 року офіційно перейшов до луганського клубу. Вперше до заявки дорослої команди «Зорі» потрапив 12 березня 2024 року в переможному (2:1) домашньому поєдинку 20-го туру Прем'єр-ліги України проти київської «Оболоні», але просидів на лаві запасних усі 90 хвилин. У складі луганців дебютував 20 квітня 2025 року в програному (0:3) виїзному поєдинку 25-го туру Прем'єр-ліги України проти криворізького «Кривбасу». Маткевич вийшов на поле на 80-й хвилині замість Ігора Горбача.

## Кар'єра в збірній
У футболці юнацької збірної України U-17 дебютував 10 листопада 2021 року в програному (1:3) поєдинку 11-ї групи кваліфікації юнацького чеміонату Європи (U-17) проти Уельсу. Андрій вийшов на поле на 46-й хвилині замість Єгора Князєва. Загалом у кваліфікаційному турнірі провів 6 поєдинків за збірну (U-17).
У футболці юнацької збірної України U-19 дебютував 20 березня 2024 року в переможному (2:0) поєдинку кваліфікації юнацького чемпіонату Європи (U-19) проти Північної Македонії. Маткевич вийшов на поле на 65-й хвилині замість Тимура Тутєрова. Загалом за команду U-19 провів 6 поєдинків у кваліфікації та фінальній частині юнацького (U-19) чемпіонату Європи 2024 року.
У футболці юнацької збірної України U-20 дебютував 25 березня 2025 року в переможному (1:0) товариському поєдинку проти молодіжної збірної Північної Ірландії. Андрій вийшов на поле на 46-й хвилині замість Раміка Гаджиєва. Загалом у березні 2025 року провів 2 товариські поєдинки.

## Досягнення
Юнацька збірна України (U-19):
 Бронзовий призер юнацького чемпіонату Європи: 2024

## Особисте життя
Батько, Анатолій Маткевич, також був професійним футболістом.